# 池田健 (ダンサー)
池田 健（いけだ けん、1972年9月15日 - ）は、日本のHIPHOPダンサー、振付師。山形県出身。身長177cm。血液型はO型。3人組ダンスグループ・LINA WORLDの最年長メンバー。LINA WORLD（ケン、ダイ、シマニー）はメンバー全員が山形県出身で、ダイは実の弟。グループ名の由来は山形に1つだけある遊園地から取ったもの。

## 来歴
- 1972年 - 山形県に生まれる。学校は、山形市立第一小学校〜山形第二中学校〜東海大学山形高等学校〜北海道東海大学を卒業。中学、高校は柔道部で、部活を引退した高3の夏以降から独学でHIP HOPダンスを始める。

- 1991年 - 北海道東海大学（旭川）に進学し、ダンスサークルを作り、大会に出場したり、クラブイベントを開催するなどし、大学卒業後はプロのダンサーを目指して上京。

- 1995年春 - 東京に進出し、全員山形出身の4人組ダンスグループ「LINA WORLD」を結成。

- 1995年夏 - ダンスデライト北海道・東北大会で優勝し、ジャパンダンスデライト（全国大会）に出場。

- 1996年春 - 弟のダイと3ヶ月間NYにダンス留学し、音楽、クラブ、黒人ダンサーとのバトルに衝撃を受ける。

- 1997年春 - 弟のダイと再び2ヶ月間NYにダンス留学。この年の後半メンバーが1人脱退し、正式に3人組になる。

- 1998年夏 -「LINA WORLD」3人で1ヶ月半NYにダンス留学。

- 1999年冬 -「LINA WORLD」3人でNYに渡米。

- 2000年7月 - NY アポロシアター 「アマチュアナイト」のオーディションをクリアし、週間大会に出場し優勝。

- 2000年8月 - NY アポロシアター「アマチュアナイト」月刊大会に出場し優勝。

- 2000年11月 - NY アポロシアター「アマチュアナイト 」TOP DOGと呼ばれる3ヶ月部門に出場し優勝。
- 同年12月 - NY アポロシアター「アマチュアナイト」SUPER TOP DOG と呼ばれる年間チャンピオン決定戦に出場し準優勝。

- 2001年1月 - 全米TV Program 「Showtime at the Apollo !」に出演し、3週連続勝ち抜きの最高位を獲得。
- 同年3月、TVを見たソー・ソー・デフ・レコーディングスの社長（ジャメイン・デュプリ）から電話を受け、Lil' Bow Wow（リル・バウワウ） の全米ツアーに出演のオファーをもらう。
- 同年春 - 全米28箇所32公演のリルバウワウ （Lil' Bow Wow）「Scream Tour」にLINA WORLDはダンサーとして2ヶ月半同行する。前座には、後にビルボードで1位を獲得する「B2K」という4人組ボーカルグループ（メインボーカルはオマリオン）も参加。

## 出演
CM出演
2010年、森永ウィダーインゼリー
2010年、万有製薬AGA
2010年、au携帯電話
2010年、サントリーウィスキー
2011年、日本エイサー（webムービー）
2011年、万有製薬AGA
2012年、フォーラムエンジニアリング
2017年、大塚製薬ポカリスエット
2017年、ダイハツ「BOON」
2018年、SoftBank（戌年だから、いいじゃないですか篇）
2018年、コカコーラ リアルゴールド（webムービー）
2018年、SoftBank（白戸家ミステリートレイン篇）
2019年、JCBデビットカード
2019年、明治安田生命（みんなの健活プロジェクト）
2019年、SoftBank（卒業）
2021年、Y!Mobile「シェー!ん円札」篇

TV出演
2004年、日本テレビ「AX MUSIC」
2010年、NHK「歌謡コンサート」
2011年、TBS「EXILE魂」
2011年、フジテレビ「SMAP×SMAP」
2012年、テレビ朝日「MUSIC STATION」
2014年、NHK「第20回 家族で選ぶ にっぽんの歌」
映画出演
2012年、東宝映画「ガール」

LIVE出演
1999年、「ビリークロフォード」来日公演
2001年、「BOW WOW」全米28都市32箇所
2004年、デジロックバンド「ATTACK HAUS」
2004年、ポップスグループ「Vo Vo Tau」
2007年、「SPRINGROOVE 2007」
2012年、BACARDI PRイベント「THE PARTY」